# پیل برق‌شیمیایی

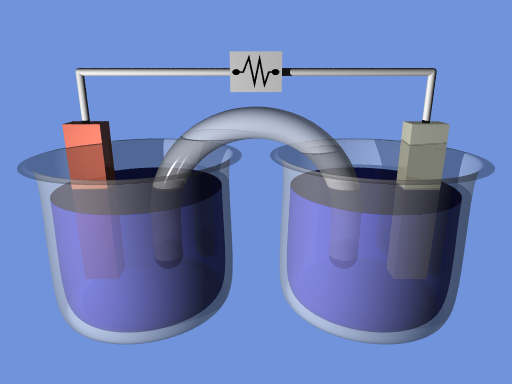
نمایش یک پیل الکتروشیمیایی. دو نیم‌پیل با پل نمکی با هم ارتباط دارند.

پیل الکتروشیمیایی (به انگلیسی: Electrochemical cell) پیلی است که در آن در اثر واکنش شیمیایی، جریان الکتریکی تولید می‌شود یا واکنشی شیمیایی بوسیله انرژی الکتریکی انجام می‌شود. باتری‌های ۵/۱ ولت معمولی نمونه‌ای از یک پیل الکتروشیمیایی‌اند. (گرچه که به بیان درست‌تر یک پیل گالوانیکاند.)
پیل الکتروشیمیایی چهار بخش دارد:
آند: که در آن واکنش آندی رخ می‌دهد.
کاتد: که در ان واکنش کاتدی رخ می‌دهد. کاتد بخشی از سطح است که هدایت الکتریکی‌اش بالا باشد وقابلیت انجام واکنش آن بالا باشد. برای مثال در چدن خاکستری گرافیتهای سطح کاتداند.
الکترولیت: که برای رخ دادن واکنش بین آند و کاتد است و باید هدایت الکتریکی‌اش بالا باشد. الکترولیت می‌تواند محلول ۰۰۰۱/۰ نمک خوراکی یا محلول نمکین آب دریا باشد.
پل:  که بین آند و کاتد اتصال الکتریکی برای جابجایی الکترون برقرار می‌کند. 
در پیل الکتروشیمیایی بایستی سرعت زایش و گیرش الکترون برابر باشد.